# Mark De La Rosa
Mark De La Rosa (Fort Worth, 31 de agosto de 1994) é um lutador profissional de artes marciais mistas americano, que atualmente compete pelo UFC na categoria dos moscas.

## Início
De La Rosa nasceu em Fort Worth, Texas, Estados Unidos. Ele começou a treinar jiu-jitsu aos 12 anos para perder peso e se tornou instrutor três anos depois, quando decidiu fazer a transição para o MMA.

## Vida Pessoal
De La Rosa é casado com Montana De La Rosa, que também é lutador do UFC. Eles têm uma filha chamada Zaylyn.

## Carreira no MMA

### Primeiros anos
De La Rosa começou sua carreira profissional em 2014. Ele foi campeão no peso galo do Superior Combative Championships (SC) e acumulou um cartel de 9-1 até ser contratado pelo UFC em 2017.

### Ultimate Fighting Championship
De La Rosa fez sua estreia no UFC em 30 de dezembro de 2019 no UFC 219: Cyborg vs. Holm contra Tim Elliott. Ele perdeu por finalização no segundo round.
Sua próxima luta veio em 14 de julho de 2018 no UFC Fight Night: dos Santos vs. Ivanov contra Elias Garcia. Ele venceu por finalização no segundo round.
Em 10 de novembro de 2018, De La Rosa enfrentou Joby Sanchez no UFC Fight Night: Korean Zombie vs. Rodríguez. Ele venceu a luta por decisão unânime.
De La Rosa enfrentou Alex Perez no peso galo em 30 de março de 2019 no UFC on ESPN: Barboza vs. Gaethje. Ele perdeu por decisão unânime.
De La Rosa enfrentou Kai Kara-France em 31 de agosto de 2019 no UFC Fight Night: Andrade vs. Zhang. Ele perdeu a luta por decisão unânime.
De La Rosa enfrentou Raulian Paiva em 15 de fevereiro de 2020 no UFC Fight Night: Anderson vs. Błachowicz 2. Ele perdeu por nocaute no segundo round.

## Cartel no MMA
| Cartel no MMA   |             |            |
| 16 lutas        | 11 vitórias | 5 derrotas |
| Por nocaute     | 1           | 1          |
| Por finalização | 6           | 1          |
| Por decisão     | 4           | 3          |

| Res.    | Cartel | Oponente                        | Método                         | Evento                                       | Data       | Round | Tempo | Local                      | Notas                                     |
| ------- | ------ | ------------------------------- | ------------------------------ | -------------------------------------------- | ---------- | ----- | ----- | -------------------------- | ----------------------------------------- |
| Derrota | 11-5   | Jordan Espinosa                 | Decisão (unânime)              | UFC Fight Night: Eye vs. Calvillo            | 13/06/2020 | 3     | 5:00  | Las Vegas, Nevada          | Volta aos Galos.                          |
| Derrota | 11–4   | Raulian Paiva                   | Nocaute (socos)                | UFC Fight Night: Anderson vs. Błachowicz 2   | 15/02/2020 | 2     | 4:42  | Rio Rancho, New Mexico     |                                           |
| Derrota | 11–3   | Kai Kara-France                 | Decisão (unânime)              | UFC Fight Night: Andrade vs. Zhang           | 31/08/2019 | 3     | 5:00  | Shenzhen                   | Volta aos Moscas.                         |
| Derrota | 11–2   | Alex Perez                      | Decisão (unânime)              | UFC on ESPN: Barboza vs. Gaethje             | 30/03/2019 | 3     | 5:00  | Philadelphia, Pennsylvania |                                           |
| Vitória | 11–1   | Joby Sanchez                    | Decisão (dividida)             | UFC Fight Night: Korean Zombie vs. Rodríguez | 10/11/2018 | 3     | 5:00  | Denver, Colorado           | Volta aos Galos.                          |
| Vitória | 10–1   | Elias Garcia                    | Finalização (mata-leão)        | UFC Fight Night: dos Santos vs. Ivanov       | 14/07/2018 | 2     | 2:00  | Boise, Idaho               | Estreia nos Moscas.                       |
| Derrota | 9–1    | Tim Elliott                     | Finalização (anaconda)         | UFC 219: Cyborg vs. Holm                     | 30/12/2017 | 2     | 1:41  | Las Vegas, Nevada          |                                           |
| Vitória | 9–0    | Mahatma Chit-Bala Garcia Avalos | Finalização (mata-leão)        | Combate Americas 15                          | 30/06/2017 | 3     | 2:36  | Cidade do México           |                                           |
| Vitória | 8–0    | Ivan Hernandez Flores           | Finalização (triângulo de mão) | Combate Americas 10                          | 19/01/2017 | 2     | 3:11  | Cidade do México           |                                           |
| Vitória | 7–0    | Arthur Oliveira                 | Decisão (unânime)              | Superior Combative Championships             | 02/04/2016 | 5     | 5:00  | Fort Worth, Texas          | Ganhou o cinturão peso galo vago do SCC.  |
| Vitória | 6–0    | Kashiff Solarin                 | Finalização (mata-leão)        | Dominion Warrior Tri Combat                  | 09/01/2016 | 1     | 2:58  | Dallas, Texas              | Ganhou o cinturão peso galo vago do DWTC. |
| Vitória | 5–0    | Joseph Sandoval                 | Finalização (mata-leão)        | Xtreme Knockout 28                           | 05/12/2015 | 1     | 1:25  | Dallas, Texas              |                                           |
| Vitória | 4–0    | Xavier Siller                   | Nocaute técnico (socos)        | Premier Fight Series 4                       | 13/06/2015 | 2     | 4:22  | Midland, Texas             |                                           |
| Vitória | 3–0    | Keeton Gorton                   | Decisão (dividida)             | Legacy Fighting Championship 38              | 13/02/2015 | 3     | 5:00  | Allen, Texas               |                                           |
| Vitória | 2–0    | Michael Brasher                 | Decisão (unânime)              | Xtreme Knockout 23                           | 18/10/2014 | 3     | 3:00  | Arlington, Texas           |                                           |
| Vitória | 1–0    | Marcus Huerta                   | Finalização (mata-leão)        | 24/7 Entertainment 17                        | 06/09/2014 | 1     | 1:38  | Midland, Texas             | Estreia nos Galos.                        |